# 広島県立府中東高等学校
広島県立府中東高等学校（ひろしまけんりつ ふちゅうひがし こうとうがっこう）は、広島県府中市土生町にある公立の高等学校である。
かつては春の甲子園に出場（1979年）したこともある野球の強豪校であった。
市内には、他に広島県立府中高等学校、広島県立上下高等学校がある。

## 概要
私立広島県北川工業学校として出発し、現在に至る。
校地は府中市元町から、県立になった後に現在地へ移転された。
近くには、府中市立総合体育館（ウッドアリーナ）、府中市立第一中学校、府中市立南小学校がある。

## 沿革
- 1961年　北川鉄工所が設立した学校法人北川学園により、私立広島県北川工業学校として元町に開校（機械科・土木科）
- 1962年　広島県北川工業高等学校に改組（機械科・土木科）
- 1969年　工芸デザイン科を開設。
- 1972年　普通科を設置。
- 1973年　工業デザイン科をインテリア科に名称を変更。
- 1974年　府中市に運営を移管し、広島県府中市立府中東高等学校になる（機械科・土木科・インテリア科・普通科）
- 1979年　第51回選抜高等学校野球大会に出場（初戦敗退）。同年、エース投手だった片岡光宏はドラフト1位指名を受けて、広島東洋カープに入団。
- 1980年　広島県に運営を移管、広島県立府中東高等学校と改称する。このとき機械科の募集停止。
- 1982年　現在地（土生町）に移転。
- 1993年　土木科を都市システム科に改編、現在に至る。

## 学科
※広島県で唯一の普通科と工業科の併設校である。
- 普通科
- 都市システム科（旧・土木科）
2020年度、「BIM/CIM」（構造物を3次元で設計し、施工から維持管理までの全工程をデジタル化して管理するシステム）について学ぶ授業が行われた[1]。府中東高校、慶應義塾大学、株式会社あい設計、広島県ドローン協会、株式会社マツザワ瓦店、五洋建設株式会社、NPO法人ふちゅう大学誘致の会、の連携により実現した[2]。
- インテリア科（旧・工業デザイン科）
毎日・DASデザインコンテストにおいてインテリア部門受賞回数日本一を継続中。

## 広島県「ひろしまの森づくり事業」
- 平成21年から毎年、インテリア科3年生が広島県産のヒノキ材を使って、府中市内の保育所、幼稚園、小学校、公共施設などから要望があった木工品を贈呈している[3][4]。また、2023年、木製のラジオ型のケースを課題研究の授業で作って大窪シゲキに贈った[4]。

## 部活動
- 運動部 - 硬式野球部、卓球部、ソフトテニス部、陸上競技部、バレーボール部、バスケットボール部、バドミントン部、剣道部、サッカー部、空手道部、女子ソフトボール部
- 文化部 - 吹奏楽部、写真部、自然科学部、茶華道部、美術部、書道部、漫画研究部
- 工業 - 工業クラブ、測量部、インテリア工作部
- 同好会 - 家庭科研究同好会、ボランティア同好会

※吹奏楽部と書道部は地元周辺のイベントに出演し披露している。

## ドローン
- 2019年1月10日、瀬戸内ドローンウォーカーの講師により、2年生・3年生を対象にドローン安全講習が行われた[5]。
- 2020年7月21日、ふちゅう大学誘致の会から本校ドローン部へドローン寄贈が行われた[6]。

## 最寄駅
- JR福塩線
  - JR鵜飼駅（下車し、徒歩で登校）
  - JR府中駅（下車し、バスに乗り換えて登校） → 中国バス南宮台団地方面「府中東高」下車

※駅から距離があり山の上にあるため、JR府中駅からバスの運行がある。

## 出身者
私立広島県北川工業高等学校
- 高橋一三（元プロ野球選手・投手、巨人・日本ハム）
- 伊原春樹（元プロ野球選手・内野手、西鉄・西武・巨人 / 元プロ野球監督、西武・オリックス）
- 飯山正樹（元プロ野球選手・投手、南海）

広島県府中市立府中東高等学校
- 片岡光宏（元プロ野球選手・内野手、広島・中日・横浜大洋） 野々村直通監督時代。
- やっぴー（ぶたマンモス・お笑い芸人）

広島県立府中東高等学校
- ほりえりく（元モデル、元YouTuber・元さんこいち）